# Orophea harmandiana
Orophea harmandiana är en kirimojaväxtart som beskrevs av Jean Baptiste Louis Pierre. Orophea harmandiana ingår i släktet Orophea och familjen kirimojaväxter. Inga underarter finns listade i Catalogue of Life.